# Nigel Kneale
Nigel Kneale est un scénariste anglais né le 18 avril 1922 à Barrow-in-Furness et décédé le 29 octobre 2006 à Londres. Il est connu comme le créateur du personnage Bernard Quatermass. En 1950, il obtient le Prix Somerset-Maugham.
Il est le mari de l'écrivaine Judith Kerr et le père de l'écrivain Matthew Kneale.

## Filmographie

### Télévision
- 1953 : The Quatermass Experiment (en), 6 épisodes avec Reginald Tate (en)
- 1954 : Nineteen Eighty Four avec Peter Cushing
- 1955 : Quatermass II (en), 6 épisodes avec John Robinson
- 1958 : Quatermass and the Pit (en), 6 épisodes avec André Morell
- 1968 : The Year of the Sex Olympics (en)
- 1972 : The Stone Tape (en)
- 1976 : Beasts (en), 6 épisodes autonomes
- 1979 : The Quatermass Conclusion (en), 4 épisodes avec John Mills

### Cinéma
- 1955 : Le Monstre (The Quatermass Xperiment) de Val Guest avec Brian Donlevy
- 1957 : La Marque (Quatermass 2) de Val Guest avec Brian Donlevy
- 1957 : Le Redoutable Homme des neiges (The Abominable Snowman)
- 1958 : Les Corps sauvages (Look Back in Anger) de Tony Richardson.  Adaptation pour le cinéma d'une pièce de John Osborne.
- 1960 : Le Cabotin (The Entertainer) de Tony Richardson.  Autre adaptation d'une pièce de John Osborne.
- 1962 : Les mutinés du Téméraire (H.M.S. Defiant) de Lewis Gilbert
- 1964 : Les Premiers Hommes dans la lune (First Men in the Moon) de Nathan Juran
- 1966 : Pacte avec le diable (The Witches ou The Devil's Own) de Cyril Frankel
- 1967 : Les Monstres de l'espace (Quatermass and the Pit) de Roy Ward Baker avec Andrew Keir
- 1982 : Halloween 3 : Le Sang du sorcier (Halloween III: Season of the Witch) de Tommy Lee Wallace.  Nigel Kneale écrit une première version  du scénario qui sera modifié par la suite.  Kneale ne verra pas sa contribution mentionnée au générique.